# Rusko
Christopher Mercer (født 26. januar 1985), bedre kendt som Rusko er en Dubstep-producer/dj fra Storbritannien.

## Diskografi
- FabricLive.37 (med Caspa) (2007)
- O.M.G.! (2010)
- Songs (2012)